# Wright R-2160

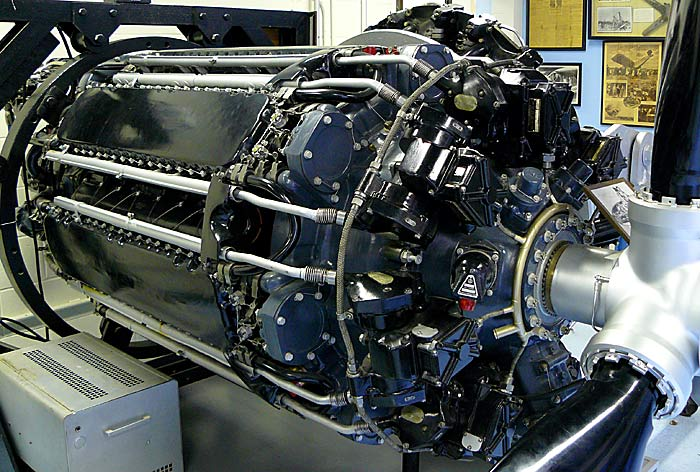
Wright Tornado R-2160

Wright R-2160 Tornado – 42-cylindrowy, chłodzony cieczą silnik gwiazdowy o mocy 2500 KM zaprojektowany w zakładach Curtiss-Wright Corporation.  Nigdy nie wszedł do produkcji seryjnej, miał stanowić jednostkę napędową szeregu prototypowych samolotów z okresu II wojny światowej, które także nie wyszły poza fazę eksperymentalną.